# Sweet Dreams. Illusioni filosofiche sulla coscienza
Sweet Dreams. Illusioni filosofiche sulla coscienza (Sweet Dreams: Philosophical Obstacles to a Science of Consciousness) è un trattato filosofico pubblicato da Daniel Dennett nel 2005 Secondo lo stesso autore questo libro è stato scritto per difendere le posizioni descritte in Coscienza nel 1991 e per aggiornare le stesse alla luce delle scoperte sperimentali, delle feroci critiche e dei colossali fraintendimenti che sono stati messi in atto nei dieci anni successivi a quella pubblicazione.
L'idea centrale di Dennett può essere riassunta, e volgarizzata, affermando che non c'è niente di magico e di realmente diverso da qualsiasi altro apparato fisiologico nel funzionamento della coscienza. La stessa può essere studiata funzionalmente e in terza persona e attualmente tutta la scuola filosofica e culturale che nega questa "semplicità", per quanto contro intuitiva, sta prendendo un abbaglio.

## Contro l'impressione zombica
L'impressione zombica è la teoria secondo la quale possono esistere esseri completamente uguali funzionalmente ad un essere conscio ed intelligente a cui però manchi quel quid (chiamato qualia o fenomenicità) che li renda davvero consapevoli delle loro percezioni e davvero consci.
La supposta esistenza di questi zombie della coscienza è, secondo l'autore, la principale illusione in cui è caduta la filosofia della fine del secondo millennio e dell'inizio del terzo, nello studiare la coscienza.

## Eterofenomenologia
L'eterofenomenologia è un approccio in terza persona allo studio della coscienza, che tiene conto anche delle impressioni in prima persona.
(Sweet dreams pag. 33 che a sua volta cita Coscienza, Rizzoli Milano 1993)

## La parabola di Mary
Esperimento mentale per dimostrare l'esistenza dei Qualia.